# Duel al Bronx
Duel al Bronx (títol original en anglès: Rumble in the Bronx; títol original en xinès: Hong faan kui) és una pel·lícula canadenca i de Hong Kong dirigida per Stanley Tong i estrenada l'any 1995. Ha estat doblada al català.

## Argument
Keung desembarca a Nova York a casa del seu oncle. Entre les bandes rivals del barri, els afroamericans que roben diamants i els italians que els compren, el xinès es troba bé malgrat tot al mig d'una guerra de bandes en la qual la màfia està barrejada. Afortunadament, no és el tipus d'home a deixar fer.

## Repartiment
- Jackie Chan: Ah Keung
- Anita Mui: Elaine
- Françoise Yip: Nancy
- Bill Tung: Oncle Bill
- Marc Akerstream: Tony
- Garvin Cross: Angelo
- Morgan Lam: Danny
- Kris Lord: White Tiger
- Carrie Cain-Sparks: Whitney

## Al voltant de la pel·lícula
- L'escena del combat al magatzem va trigar vint dies a rodar-se; Jackie Chan va haver d'ensenyar als actors locals l'estil de combat de Hong Kong.
- El 6 d'octubre de 1994, en una escena rodada a Vancouver (Canadà), Jackie Chan es va trepitjar el turmell dret efectuant una escena perillosa on salta sobre un aerolliscador Malgrat aquesta ferida, va ser present a l'estrena de Drunken Màster 2 en el Festival internacional de cinema de Vancouver. Més tard durant el rodatge, el cineasta, que també era responsable de les escenes perilloses i de les coreografies, es va trepitjat el turmell, acabant el film amb crosses. Françoise Yip es va trencar la cama durant l'escena on salta a moto per sobre dels cotxes aparcats. Altres dos especialistes es van trencar també una cama durant l'escena de la persecució a moto.[3]

- Destacar una petita aparició d'Eddy Ko com a client del mercat, així com Emil Chau com a venedor de gelats.
- Crítica: "Insulsa barreja d'aventures, intriga, acció i comèdia."[4]

## Banda original
- You Are The One, interpretat per Carrie Cain Sparks
- Problem Child, compost per Charles i Lamont Alexander Adams
- Elegant Everyday, interpretat per Gold Tilt
- Stigmata, interpretat per Ministry
- Kung Fu, interpretat per Ash

## Premis i nominacions
- Nominació pel premi al millor actor (Jackie Chan), millor actriu (Anita Mui), millor segon paper femení (Françoise Yip), millor nova esperança femenina (Françoise Yip), millor muntatge i millor film, en els premis Hong Kong Film l'any 1996.
- Premi a les millors coreografies (Stanley Tong i Jackie Chan), en el premis Hong Kong Film l'any 1996.
- Nominació al premi del millor combat (Jackie Chan), en els premis MTV Movie el 1996.